# Хамада (город)
Хамада (яп. 浜田市 Хамада-си) — город в Японии, находящийся в префектуре Симане. Площадь города составляет 689,60 км², население — 59 443 человека (1 августа 2014), плотность населения — 86,20 чел./км².

## Географическое положение
Город расположен на острове Хонсю в префектуре Симане региона Тюгоку. С ним граничат города Масуда, Гоцу и посёлки Онан, Китахиросима.

## Население
Население города составляет 59 443 человека (1 августа 2014), а плотность — 86,20 чел./км². Изменение численности населения с 1980 по 2005 годы:
| 1980 | 72 130 чел. |  |
| 1985 | 72 529 чел. |  |
| 1990 | 69 411 чел. |  |
| 1995 | 68 103 чел. |  |
| 2000 | 65 463 чел. |  |
| 2005 | 63 046 чел. |  |

## Символика
Деревом города считается сакура, цветком — рододендрон.

## Города-побратимы
- Шицзуйшань, Китай
- Пхохан, Республика Корея